# Christophe Charrier
Christophe Charrier, né en 1981 à Toulon, est un scénariste et réalisateur français,.

## Biographie
Christophe Charrier commence sa carrière en tant qu'assistant de production pour Jacques Audiard, Christophe Honoré, Patrice Leconte, Anne Fontaine,.
En 2003, il rejoint  la société PAF productions de  Marc-Olivier Fogiel comme chargé de production puis en 2006, 3e œil productions. En 2009 il fonde avec Pierre-Antoine Capton Hide Park Productions , filiale de 3e œil productions où il réalise notamment des clips vidéos pour Alex Beaupain, Benjamin Siksou, Emmanuel Moire.
En 2008, Christophe réalise son premier court-métrage, Les attractions désastre avec Audrey Dana, puis en 2013, Boys band theorie avec Cyril Descours et Benjamin Siksou grâce à un financement participatif ,.
En 2018, il réalise son premier long métrage Jonas avec Félix Maritaud (découvert dans 120 battements par minute), Marie Denarnaud et Aure Atika qui obtient trois prix au Festival de la fiction TV de La Rochelle : meilleur téléfilm, meilleur réalisateur et meilleure musique pour Alex Beaupain. Lors de sa diffusion sur Arte, le téléfilm est vivement salué par la presse, et réunit plus d'1 million de téléspectateurs .
En 2022, il réalise son deuxième téléfilm, Le Patient, diffusé sur Arte et adapté de la bande dessinée du même titre publiée par Timothé Le Boucher en 2019,.

## Filmographie

### Réalisateur
- 2008 : Les Attractions désastre, court-métrage
- 2013 : Boys Band Théorie, court-métrage
- 2014 : Le Père, téléfilm, captation de la pièce de Florian Zeller
- 2018 : Jonas, téléfilm
- 2019 : Lomepal, Trois jours à Motorbass, documentaire[15]
- 2022 : Le Patient, téléfilm

### Scénariste
- 2008 : Les Attractions désastre, court-métrage
- 2013 : Boys Band Théorie, court-métrage
- 2018 : Jonas, téléfilm
- 2022 : Le Patient, téléfilm

### Producteur
- 2021 : Doutes de François Hanss, téléfilm[16]

### Clips
- 2009 : I Want to Go Home d'Alex Beaupain
- 2011 : My Eternity de Benjamin Siksou
- 2013 : Grands Soirs d'Alex Beaupain
- 2013 : Ne s'aimer que la nuit d'Emmanuel Moire
- 2014 : Venir voir d'Emmanuel Moire
- 2015 : Bienvenue d'Emmanuel Moire
- 2016 : Van Gogh d'Alex Beaupain
- 2016 : Loin d'Alex Beaupain

## Distinctions
- Festival de la fiction TV de La Rochelle 2018 : Meilleur téléfilm et meilleur réalisateur pour Jonas[17]
- Seoul International Drama Awards (en) 2019 : Meilleur réalisateur pour Jonas